# L'Agence Labricole
L'Agence Labricole est un feuilleton télévisé en coproduction franco-suisso-belgo-canadienne, en treize épisodes de 26 minutes, réalisé par Éric Noguet, créée par Christian Mauron et diffusé d'abord au Québec à partir du 18 septembre 1979 à la Télévision de Radio-Canada, à partir du 10 novembre 1979 sur la Télévision suisse romande, et du 10 janvier au 4 avril 1981 sur FR3. Rediffusion des dix premiers épisodes du 14 avril au 16 juin 1985 sur FR3.

## Synopsis
L'Agence Labricole "enquêtes, filature, discrétion" emploie trois personnages, le détective privé Agénor Labricole, son adjoint Barnabé Mol, qui a appris le métier par correspondance, et Pierrot, le jeune fils du patron, passionné de bricolage. Pour lancer cette agence nouvellement créée, Barnabé convainc son patron de tenter un grand coup : arrêter le satanique cambrioleur et ennemi public numéro un, Ambroise Lapin.

## Distribution
- Gabriel Jabbour : Agénor Labricole
- Fabien Kociszewski : Pierre Labricole
- Georges Wod : Barnabé
- Maurice Aufair : Le commissaire Fiasco
- Patrick Laval : Ambroise Lapin

## Épisodes
1. L'Aventure commença "comme ça"
2. Prisonniers d'Ambroise Lapin
3. Piégeurs piégés
4. La Rançon
5. Mission spéciale
6. La Nuit du microfilm
7. Bas les masques
8. La Maison hantée
9. Le Vol du bijou
10. Le Dossier Lapin
11. Chaude alerte
12. À nous deux mon bonhomme
13. Le Naufrage

## Autour de la série
Les scénarios étaient écrits par Greg l'auteur des bandes dessinées Les As, Achille Talon, scénariste du film Tintin et le Lac aux requins, etc.
Chaque fin d'épisode était suivie d'un cours de bricolage ou scientifique car pendant la diffusion de chaque épisode, les héros réalisaient toujours un gadget pour essayer de capturer Ambroise Lapin. La série vise un public de 10 à 14 ans.
Cette série est antérieure de quelques années à MacGyver (qui lui aussi utilisait des gadgets et du bricolage).
Le tournage du film s'est effectué dans la région de Lille (en grande partie à Cassel), FR3 a fourni les moyens techniques.